# Charles Hobaugh
Charles Owen Hobaugh, detto Scorch (Bar Harbor, 5 novembre 1961), è un ex astronauta statunitense e un ufficiale del Corpo dei Marines degli Stati Uniti.
Ha volato come pilota dello Space Shuttle nelle missioni STS-104 e STS-118, assumendo poi il comando della missione STS-129.
Fu interlocutore di volo (CAPCOM) durante la fase di rientro della tragica missione STS-107 diventando pertanto l'ultima persona ad aver parlato con l'equipaggio.